# Arronnes
Arronnes (oks. Arona) – miejscowość i gmina we Francji, w regionie Owernia-Rodan-Alpy, w departamencie Allier.

## Demografia
Według danych na rok 1990 gminę zamieszkiwało 299 osób, a gęstość zaludnienia wynosiła 11 osób/km². W styczniu 2015 r. Arronnes zamieszkiwało 371 osób, przy gęstości zaludnienia wynoszącej 13,6 osób/km².

## Nazwa
Nazwa pojawia się w 1282 jako Arona.

## Herb

Herb Arronnes